# Passage des Princes
A Passage des Princes egy fedett bevásárlóutca Párizs II. kerületében. Az L alakú utca északnyugati bejárata a Boulevard des Italiens 5., a keleti bejárata pedig a Rue de Richelieu 97. szám alatt található.

## Neve
A passzázs első nevét Jules Mirès bankárról kapta (Passage Mirès), majd miután a bankár csődbe ment, az általa megvásárolt, egykori Grand Hotel des Princes et Europa szálloda után az utca megkapta a Passage des Princes nevet.

## Története
A Georges Eugène Haussmann irányította párizsi urbanizáció eredményeképpen számos utcát átépítettek. 1859-ben Jules Mirès bankár megvásárolta a Rue de Richelieu-n levő Grand Hotel des Princes et Europa szállodát, amelyet lebontatott. Az egykori hotel és kertje helyére 1860-ban egy bevásárlóutcát építtetett. Ez volt az utolsó 19. századi, üveggel fedett párizsi passzázs. Miután Mirès a megnyitás után röviddel csődbe ment, az utcát átnevezték.
1866-ban a Compagnie d’assurance biztosítótársaság vásárolta meg a bevásárlóutcát, majd később az Assurances générales de France biztosító tulajdonába került. 1879-ben Georges Charpentier lapkiadó megalapította a La Vie moderne című lapot, amelynek szerkesztősége a passzázs Boulevard des Italiens felőli bejáratánál kapott helyet. Az újság irodái ugyanakkor galériaként is működtek, ahol 1883-ig jelentős képzőművészeti kiállítások kerültek megrendezésre. Többek között olyan művészek állították ki műveiket a helyszínen, mint Giuseppe de Nittis, Édouard Manet, Claude Monet, Pierre-Auguste Renoir és Alfred Sisley.
1985-ben a passzázst és a környező épületeket lebontották. A helyszínen létesült modern épületegyüttes keretében 1995-ig a bevásárlóutca is visszaépült. André Georgel és André Mrowiec építészek az újjáépítés során az eredeti utca elemeit is felhasználták, például az 1930-as évekből származó rózsadíszítésű üvegkupolát is.
Jelenleg az utcában a JouéClub francia játékáruházlánc üzletei működnek.

## Galéria

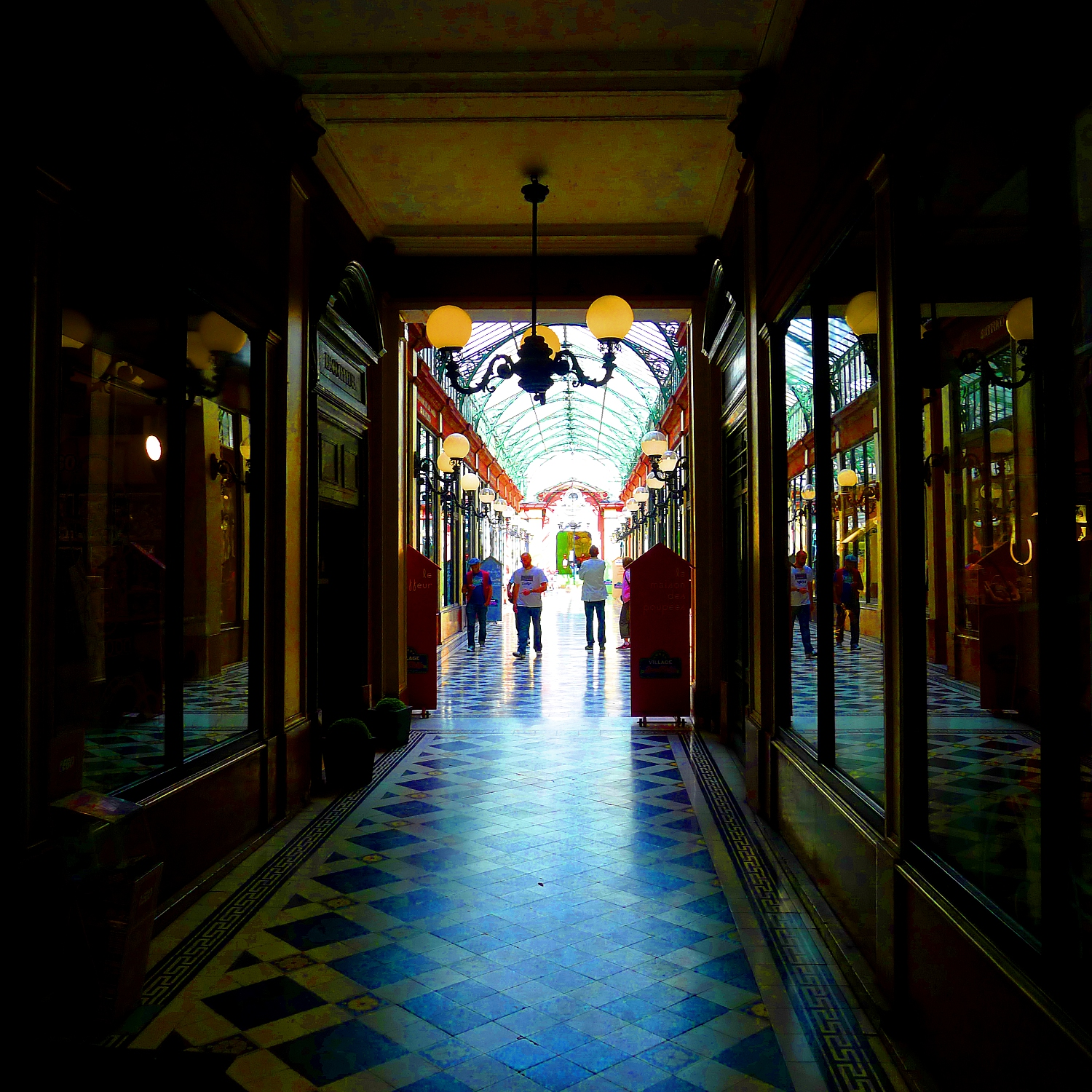
A Rue de Richelieu felőli bejárat
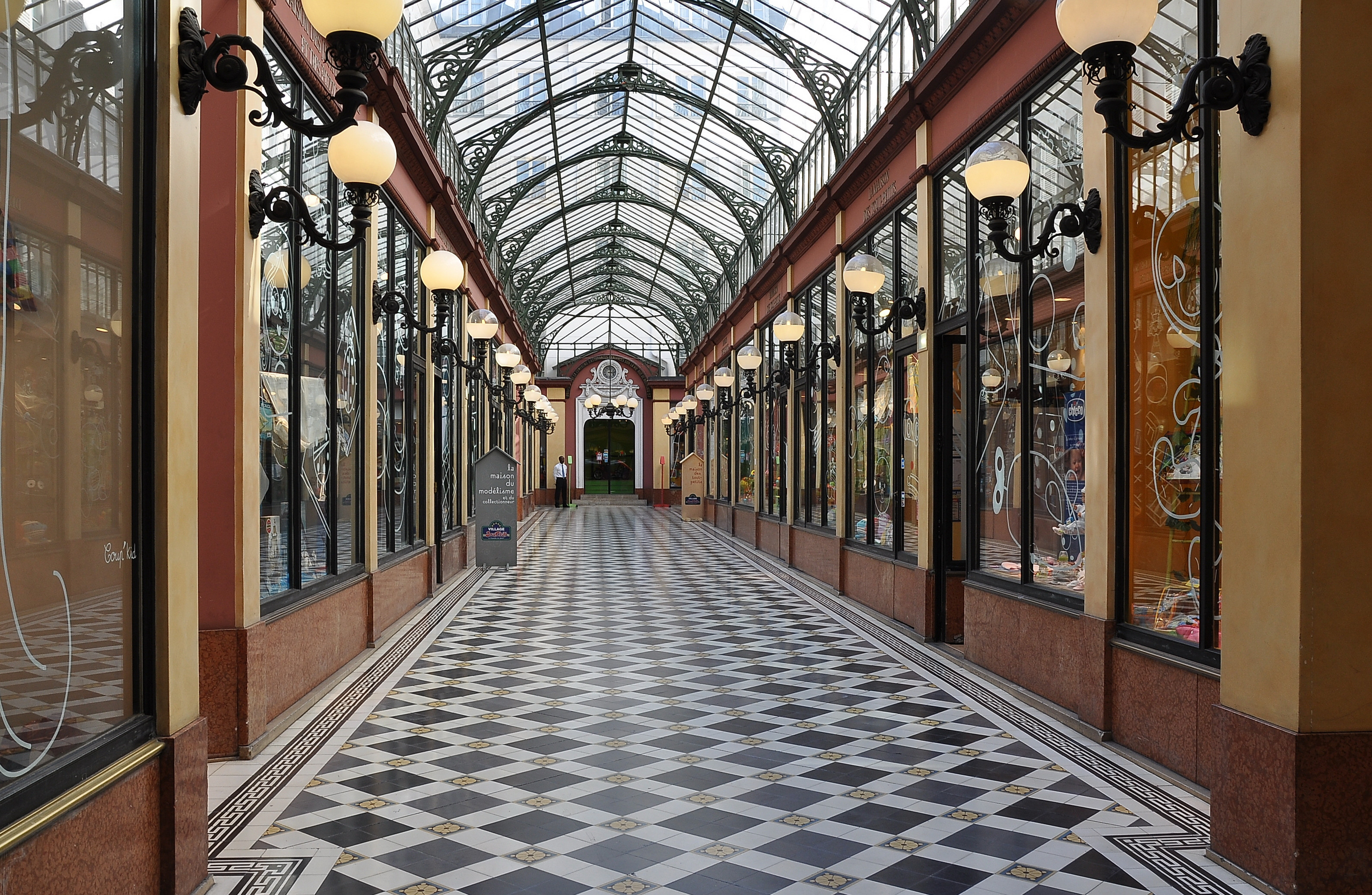
A bevásárlóutca belseje
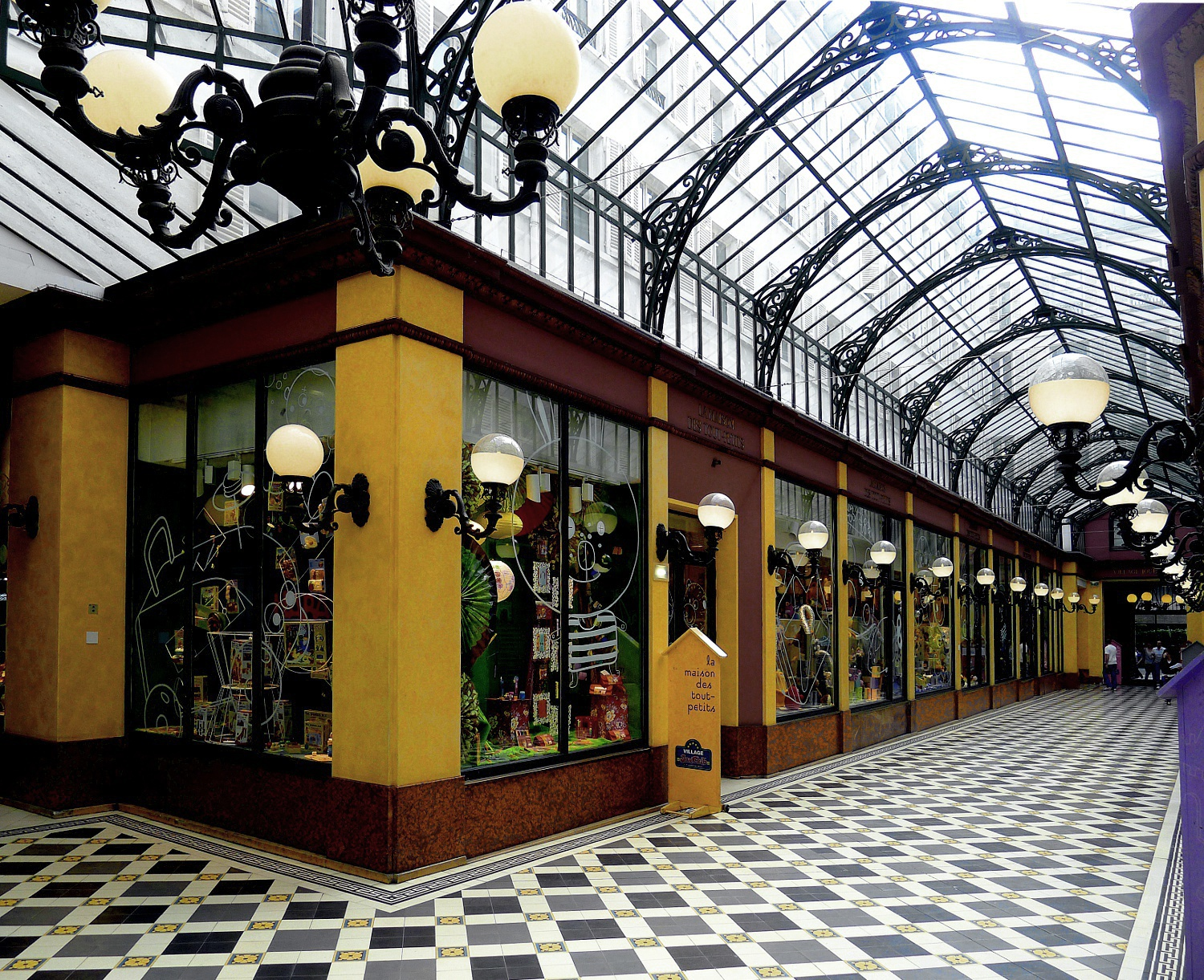
A két utcarész sarka